# Velence
Velence è una città dell'Ungheria di 4.636 abitanti (dati 2001). È situata nella contea di Fejér.
Il nome della città è lo stesso con cui è indicata in lingua ungherese Venezia.